# Enfants placés (Suisse)

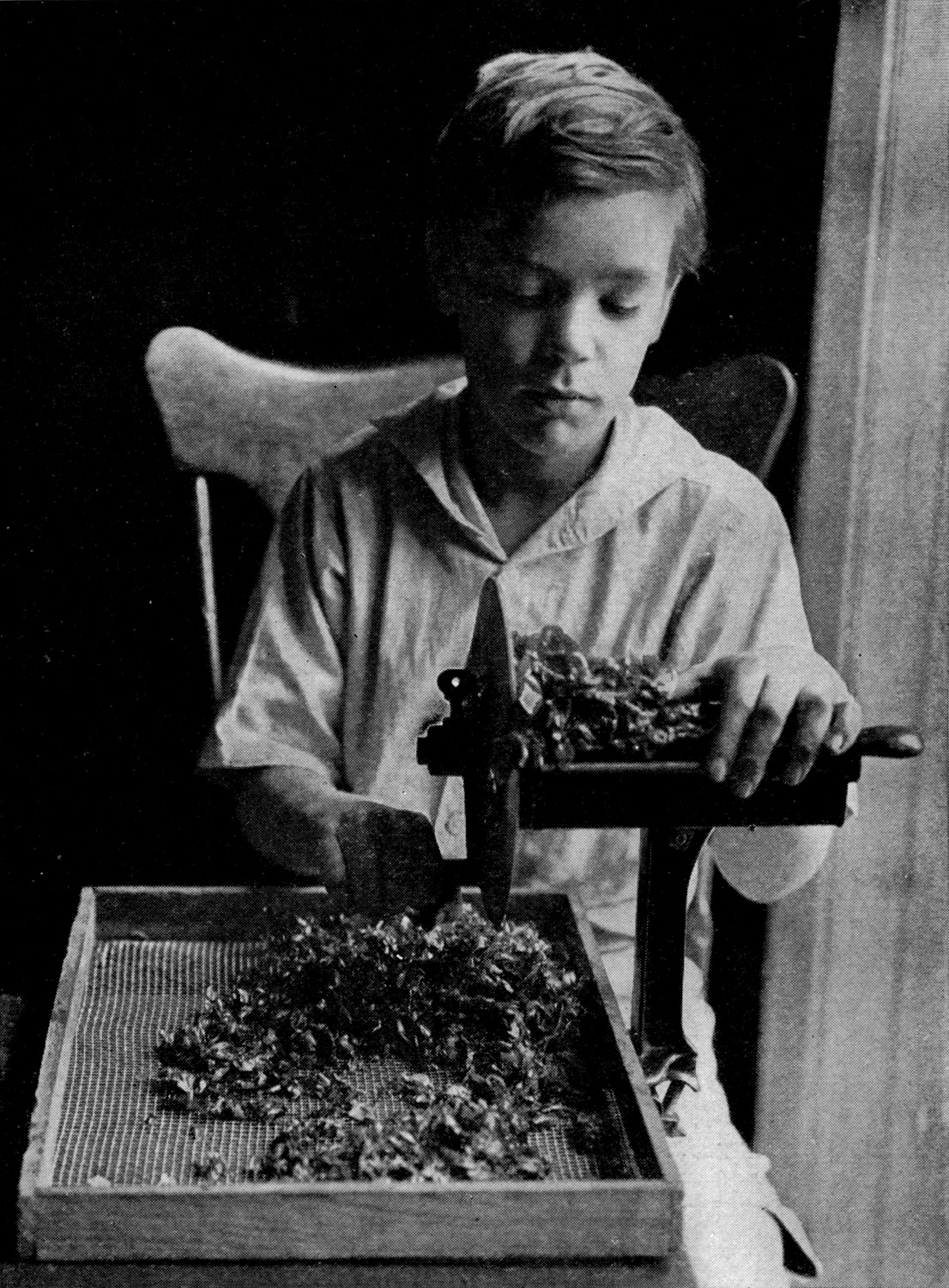
Afin de les préparer pour le séchage, un enfant coupe des feuilles à l’aide d’un outil tranchant qu’il doit manipuler avec précaution.

Appelés aussi Verdingkinder, ce sont des enfants qui furent, en Suisse, placés dans des familles paysannes pour servir de main d’œuvre bon marché, des années 1800 aux années 1960. Orphelins ou retirés à leurs familles, souvent monoparentales, ou yéniches, jugées incapables de les élever, ils étaient régulièrement exploités et maltraités sans que les autorités de placement ne jugent nécessaire d’intervenir.

## Victimes de mesures de coercition à des fins d'assistance
« Les mesures de coercition à des fins d’assistance prises avant 1981 à l’encontre de jeunes et d’adultes et les placements extrafamiliaux d’enfants et de jeunes sont un chapitre sombre de l’histoire sociale de la Suisse. Nombreux sont ceux qui vivent parmi nous et qui souffrent encore vivement des injustices et des souffrances qu’ils ont subies à cette époque. »
Les victimes de ces mesures ont été placées dans diverses institutions, foyers, établissements pénitentiaires et psychiatriques ou dans des exploitations agricoles ou artisanales. Elles y ont souvent subi des mauvais traitements, des abus sexuels, des violences, des essais médicamenteux. Les femmes ont parfois été forcées à avorter ou à donner leur enfant à adopter.
L'Etat a un rôle à jouer dans la réparation de ces injustices. Notamment les Archives des différents cantons suisses participent à la recherche des dossiers et permettent leur consultation par les victimes et par les organismes tels que les centres LAVI qui dépendent de la loi fédérale sur l'aide aux victimes d'infractions et les services de protection de l’adulte et de la jeunesse, ces derniers sont mandatés pour aider les victimes dans leurs démarches de dépôt d'une demande de contribution de solidarité auprès de la Confédération.

## Historique
Du Moyen Âge au XIXe siècle, les orphelins et enfants abandonnés étaient détenus dans des asiles où ils étaient largement livrés à eux-mêmes. Au Moyen Âge les orphelins étaient dans les hôpitaux gérés par la bourgeoisie et par la suite par l’État (comme Berne). À partir des années 1800, à Genève, des voix, dont celle de Johann Heinrich Pestalozzi, s’élevèrent pour protester contre cette pratique et préconisèrent le placement en famille d’accueil. Dès lors, les enfants de mères célibataires ou divorcées, voire de veuves qui connaissaient une situation financière difficile, leur furent régulièrement retirés pour être placés. Jusqu’au début du XXe siècle, les enfants étaient souvent adjugés sur des marchés publics et attribués aux familles qui demandaient la pension la plus basse. La plupart furent employés à des travaux de ferme, sans salaire et souvent battus voire abusés. Plusieurs en sont morts.
Les mauvais traitements furent très rarement dénoncés. Dans le pire des cas, les familles d’accueil convaincues d’abus se virent refuser le placement d’enfants pour quelques années.
L'épisode des enfants de la grand-route, un programme de Pro Juventute qui vit des centaines d’enfants Yéniches retirés de force à leurs familles, est l’une des plus graves affaires touchant l’aide à l’enfance en Suisse contemporaine.
Le nombre total de Verdingkinder est inconnu. Certaines estimations parlent de centaines de milliers. Selon l’historien bernois Marco Leuenberger, avant la Première Guerre mondiale, jusqu’à 10 % des enfants vivant dans le canton de Berne étaient ainsi placés. À l’échelle nationale, en 1910, environ 4 % des enfants de moins de 14 ans étaient concernés, soit 47000 sur un total de 1,17 million que comptait alors le pays.

## Chronologie
En 1986, le président de la Confédération suisse, Alphons Egli, présente officiellement les excuses des autorités suisses.
En 2004, les Chambres fédérales ont décidé de ne pas entrer en matière sur le projet de loi fédérale sur l'indemnisation des victimes de stérilisations et de castrations abusives, qui faisait suite à l'initiative parlementaire déposée le 5 octobre 1999 par la conseillère national von Felten.
Le 11 avril 2013, la conseillère fédérale Simonetta Sommaruga demande pardon aux victimes de placements administratifs, au nom de la Confédération. Le canton de Lucerne est le premier à ouvrir une enquête scientifique sur l'histoire des enfants placés.
En 2012, les anciens enfants placés, devenus adultes, seraient plusieurs milliers à souffrir de divers troubles psychiques dus aux mauvais traitement et aux carences éducatives et affectives subis. Plusieurs se manifestent pour réclamer des excuses officielles et un dédommagement financiers de la part des autorités.
Le 11 avril 2013, une cérémonie de commémoration s’est tenue à Berne où ont été invités les victimes, et c’est à cette occasion que Simonetta Sommaruga a présenté des excuses publiques, au nom de la Confédération.
Dès 2013, les archives cantonales (notamment celles du canton de Neuchâtel) reçoivent des demandes de recherches des dossiers d'enfants placés. Dans les faits, les services d'archives cantonales reçoivent régulièrement des demandes des victimes qui souhaitent avoir accès à leurs dossiers afin de déposer une demande de contribution de solidarité auprès de la Confédération ou simplement pour avoir accès à leur histoire, les archives cantonales étant des centres de compétence et de coordination pour la recherche et la récupération des dossiers.
En 2014, le Parlement a parallèlement réhabilité les personnes placées par décision administrative en adoptant une loi fédérale.
En 2016, la poste suisse à émis un timbre spécial en faveur des victimes de mesures de coercition à des fins d’assistance et de placements extrafamiliaux.
En 2017, la LMCFA entre en vigueur le 1er avril.

## Sources
- « Délégué aux victimes de mesures de coercition à des fins d'assistance », cop.2013 (consulté le 19 juillet 2017)
- Vonmont, Anita, « Ballottés d'une famille à l'autre », Horizons : magazine suisse de la recherche scientifique,‎ no 66 (septembre 2005), p.5 (lire en ligne)
- Ordonnance relative à la loi fédérale sur les mesures de coercition à des fins d'assistance et les placements extrafamiliaux antérieurs à 1981 (OMCFA), du 15 février 2017 (État le 1er avril 2017), 6 p.
- Loi fédérale sur les mesures de coercition à des fins d'assistance et les placements extrafamiliaux antérieurs à 1981 (LMCFA), 30 septembre 2016 (état le 1er avril 2017), 8 p. (lire en ligne)

#### Situations comparables
- Aborigènes d'Australie : Générations volées, National Sorry Day, Guerres de l'histoire
- Enfants réunionnais : Enfants de la Creuse (Bureau pour le développement des migrations dans les départements d'outre-mer (BUMIDOM)
- Israël : Affaire des enfants yéménites
- Espagne : Affaire des enfants volés du franquisme